# Séspel Missi
Sespel Missi (ruso, Мишши Сеспель, cirílico chuvasio, Çеçпĕл Мишши; latinizado Şeşpĕl Mišši; 1899-1922) fue un poeta chuvasio. 
Aunque falleció antes de la creación de la Unión Soviética, se le considera fundador de la poesía en chuvasio.

## Literatura
- «Чӑваш литературин антологийĕ» (Antología de la literatura chuvasia), editores: D. V. Gordeev, Y. A. Silem. Cheboksary, 2003. ISBN 5-7670-1279-2 .
- Сироткин М. Я., Очерки истории чувашской советской литературы — Cheboksary, 1956.
- Основоположник чувашской советской поэзии — Cheboksary: «Уч. зап. Чуваш. НИИ», 1971. — Т. 51.

## Galería fotográfica

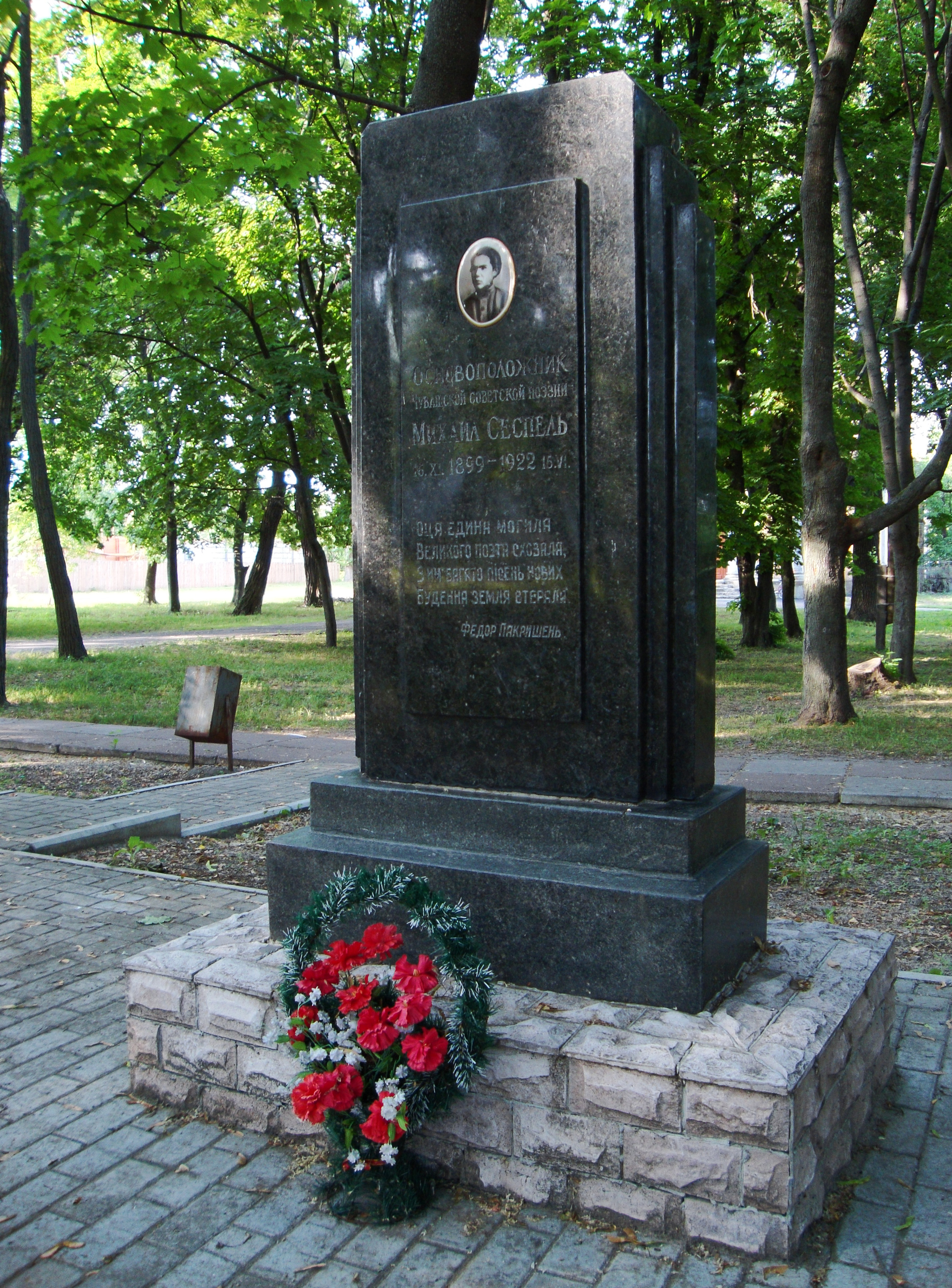
La lápida de Sespel Missi en Oster. 50°57′18″N 30°52′30″E / 50.9551017, 30.8748651